# 九龙漈
九龙漈景区，全称九龙漈国家级风景名胜区，位于中华人民共和国福建省宁德市周宁县，得名于九条以龙为名的瀑布群（“漈”在方言中意为瀑布）。九龙漈景区位于平均海拔880多米的福建海拔第一高县，地处歐亞大陸板塊与西太平洋大陆边缘活动带之间，拥有独特的火山岩地质地貌，优良的生态环境以及独具一格的人文景观。
九龙漈景区总面积13.5平方千米，又可分为九龙漈、鲤鱼溪两大核心景区，其中九龙漈以全长1公里、前后落差达300米的自然奇观，有“华东第一瀑”的美誉；而鲤鱼溪所在的浦源村则是中国历史文化名村，有与鱼有关的特殊人文景观，为世界之仅有。九龙漈景区在2013年入选中华人民共和国4A级风景区，2017年入选国家级风景名胜区，2019年成为联合国教科文组织指定的宁德世界地质公园第四核心园。

## 九龙漈核心景区
位于周宁县郊13千米外的九龙大峡谷是九龙漈核心景区的主要组成部分，全长5公里，宽约500米—1000米，森林覆盖率达92.4%，拥有中生代火山岩地质及山岳地貌，景区中心有情侣岩、石门山、莲花峰和蝙蝠峡等火山岩地质景观。九龙漈瀑布位于九龙大峡谷中，为九级阶梯状瀑布群，整体落差300米，长度约1000米。九龙漈瀑布群可分为一级大瀑布、龙蛙瀑、龙牙瀑、龙鳄瀑、卧龙瀑、龙井瀑、龙腹瀑、龙角瀑和龙口瀑，其中一级大瀑布最为著名壮观，高46.7米，宽76米（丰水期时最高可达到83米）。

## 鲤鱼溪核心景区

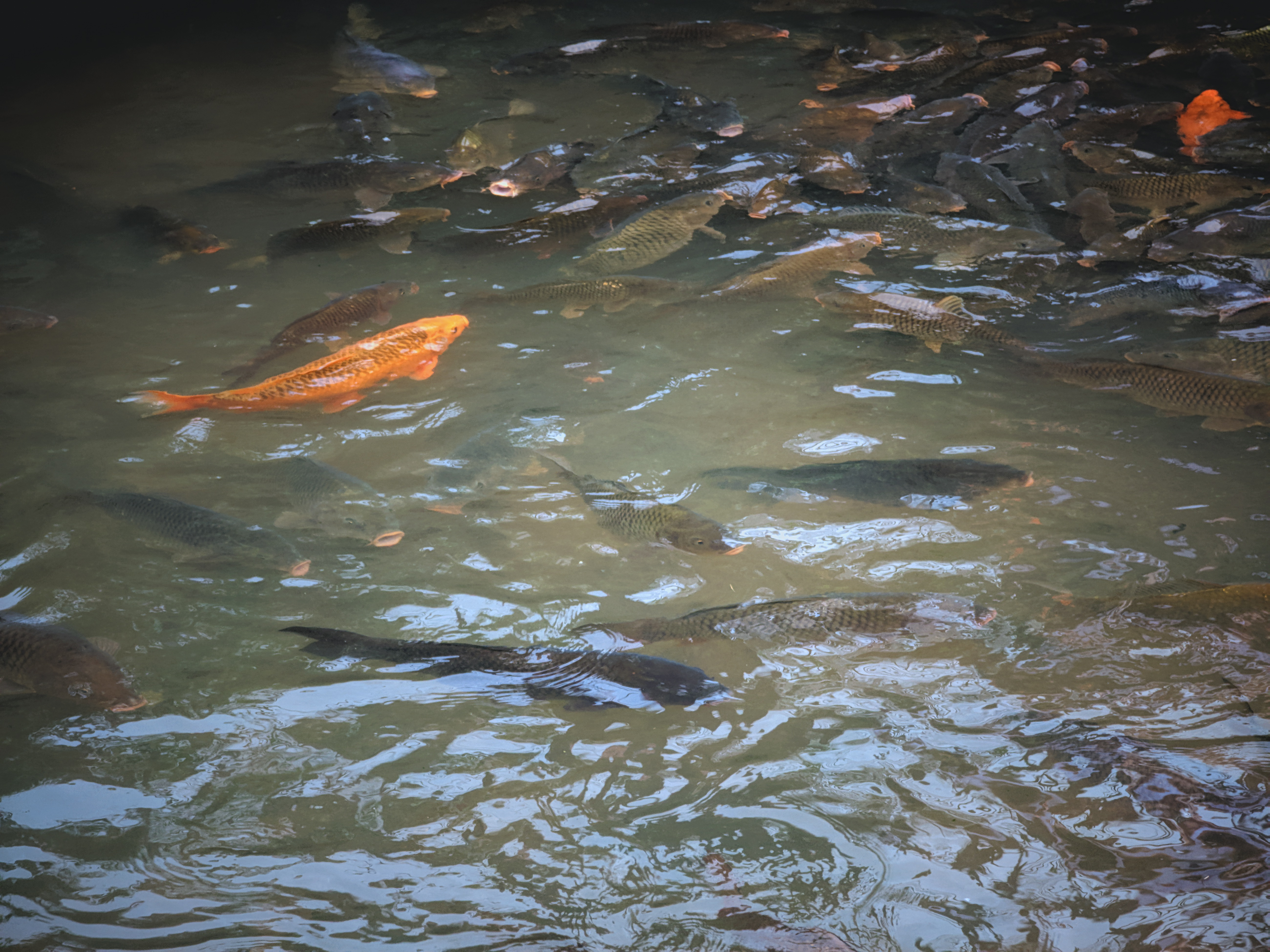
鲤鱼溪内的鲤鱼

鲤鱼溪景区坐落在周宁县浦源镇浦源村，拥有众多古村落古民居建筑景观。据传，在南宋末年来到浦源的郑氏祖先在此放养鲤鱼，用以防止外人投毒、排污净水，并立下“誓死护鱼，不捕不食”的族规。此后的八百多年，当地形成了“鱼冢”“鱼祭文”“鱼葬”等特有文化。
1980年代起，鲤鱼溪因其人文景观而开始吸引游客前来参观。由于鲤鱼溪文化在世界范围内的唯一性，鲤鱼溪于2008年入选了吉尼斯世界纪录。2019年，浦源村被评为中国历史文化名村，此后当地的护鱼习俗也入选福建省非物质文化遗产名录。